# Torrent de l'Obac (Solsonès)
El Torrent de l'Obac és un afluent per la dreta del Torrent de Sant Martí, a la Vall de Lord que transcorre íntegrament pel terme municipal de Guixers.

## Xarxa hidrogràfica
Aquest torrent no té cap afluent.